# チャン・ガンミョン
チャン・ガンミョン（張康明、1975年 - ）は、韓国の小説家、ジャーナリスト。

## 経歴
ソウル生まれ。延世大学校都市工学科卒業後、東亜日報の社会部・産業部・政治部に勤務した。2008年に中央選挙管理委員会監査長を務めた。また、2003年に韓国記者協会第158回今月の記者賞、2005年に第22回寛勲言論賞、2006年に東亜日報大スクープ賞、2010年にシティ大韓民国言論人賞大賞を受賞した。
2011年に長篇『漂白』でハンギョレ文学賞を受賞し作家デビュー。
社会批評からSFまで幅広い作品で知られ、ハンギョレ文学賞、秀林文学賞、済州四・三平和文学賞、文学トンネ作家賞などを受賞する。
注目を集める現代韓国を代表する作家の一人。

## 邦訳作品
- 『韓国が嫌いで』吉良佳奈江 訳、ころから株式会社、2020年1月
- 『我らが願いは戦争』小西直子訳、新泉社、韓国文学セレクション、2021年8月
- 『鳥は飛ぶのが楽しいか』吉良佳奈江 訳、堀之内出版、2022年3月
- 『極めて私的な超能力』吉良佳奈江 訳、早川書房、新☆ハヤカワ・SF・シリーズ、2022年6月
- 『罰と罪 （上・下）』オ・ファスン訳、カン・バンファ 監修、早川書房、2025年1月